# شيخيان شهاب (كبغان)
شيخيان شهاب (بالفارسية: شیخیان شهاب) هي قرية تقع في إيران في قسم كبغان الريفي. يقدر عدد سكانها بـ 84 نسمة بحسب إحصاء 2016.